# Jacqueline Dulac
Pour les articles homonymes, voir Dulac.
Jacqueline-Rosine-Adrienne Dulac est une chanteuse française née le 27 octobre 1934 à Vichy (Allier).

## Biographie
Fille unique, Jacqueline Dulac vit sa jeunesse dans une ambiance provinciale et traditionnelle. Très tôt, sa vocation était de chanter : « C'est Charles Trenet, dit-elle, qui m'a révélé la chanson ». Cependant, pour répondre à l'opposition de ses parents, elle décide de suivre des cours de dessin et de peinture pendant deux ans, puis prend des leçons de chant à Paris où elle doit faire des petits boulots pour survivre. En 1962, à force d'obstination, Jacqueline Dulac décroche des engagements dans des cabarets parisiens comme Le Cheval d'Or, L'Échelle de Jacob, Le Caveau de la Bolée. Elle sort son premier disque super 45 tours chez Barclay en 1963, Je crois en toi.
Après deux ans de patience et de travail, c'est enfin le Palmarès des chansons, l'émission de Guy Lux qui la révèle au public à l'automne 1965 et qui l'amène sur la scène de Bobino en première partie de son idole Charles Trenet. C'est là qu'Eddy Marnay vient lui proposer sa chanson Ceux de Varsovie pour concourir à la Rose d'Or d'Antibes le 27 juin 1966. Cette chanson lui porte bonheur car elle remporte le palmarès face à Michel Delpech et Michel Polnareff entre autres... Après le succès de Ceux de Varsovie, Michelle Senlis et Claude Delécluse viennent lui présenter leur chanson Lorsqu'on est heureux, dont le grand succès lui permet d'enregistrer son premier album 33 tours Contre Jour (RCA) avec lequel elle gagne le grand prix du disque de l'Académie Charles Cros en 1968.
Pour les besoins de la pochette de son nouveau disque Le lion et pour aider un dompteur rejeté par les cirques, au cours d'un gala en Bretagne, le 27 juin 1969, elle accepte d'entrer seule dans une cage avec quatre lions pour y faire une photo. L'un d'entre eux se jette sur elle, suivi rapidement par les trois autres et c'est le carnage ! Son imprésario intervient en entrant, seule, dans la cage, et lui sauve la vie. À la sortie d'une longue et douloureuse période d'hospitalisation, elle entreprend une grande tournée d'un mois en URSS, suivie par un voyage au Japon où elle présente son récital. À son retour, elle reprend ses tournées au Québec, en Pologne, en Algérie, au Liban, à Dubaï, en Belgique, en Suisse, en Espagne, etc. Puis c'est la rentrée à Bobino en 1970, salle où elle se produit régulièrement. Cette année-là, elle est aussi, avec Jacques Dutronc, la covedette du grand cabaret La Tête de l'Art. De 1973 jusqu'aux années 1980, elle fait régulièrement des galas et des tournées qui la tiennent éloignée de Paris. Elle sort plusieurs albums dont C'est merveilleux de vivre (RCA), Mosaïque (CBS), Besoin des autres (Sonopresse), etc.
En 1981, Eddy Mitchell, dont le fils est le filleul de Jacqueline, lui écrit la chanson S.O.S. amitiés. Elle sort son premier CD Pure laine (EPM) en 1990, puis en 1993 elle enchaîne avec Il n'y a pas de mots pour le dire (EPM). En 2003, 2004 et 2005, Jacqueline chante sur la scène de l'Olympia dans le cadre de la Rose d'Or de la Chanson aux côtés de Julie Pietri, Nicole Croisille, Audrey Valorzi, Daniel Guichard.
Jacqueline Dulac a écrit la musique de certaines de ses chansons. Les textes sont de Claude Delécluse et Michelle Senlis, Michel Bernard, Eddy Marnay, Henri Tachan, Serge Lebrail, et pour les musiques Jean Ferrat, Francis Lai, Pierre Papadiamandis, Dominique Pankratoff, Michel Bernard (qui est également compositeur), etc. Sur son dernier album Flagrant délice (EPM) Jacqueline Dulac a signé la totalité de ses textes.

## Discographie sélective

### Albums studio
- 1967 : Contre-jour (RCA) Grand prix de l'Académie Charles Cros
- 1970 : Mosaïque (CBS)
- 1972 : Besoin des autres (Quaggi)
- 1976 : Tu peux me sourire (VPM)
- 1993 : Il n'y a pas de mots pour le dire (EPM)
- 1998 : Flagrant délice (Album et promo 4 titres)

### Albums en public
- 1970 : Bobino 70 : C'est merveilleux de vivre (RCA)
- 1983 : Jacqueline Dulac en concert (SCPP)

### Compilations
- 1967 : Les Roses de mai (Muza, participation au 33 tours du festival de Sopot en Pologne)
- 1990 : Pure laine (EPM)
- 1993 : Trajectoire

### Super 45 tours
- 1963 : Je crois en toi (Barclay)
- 1965 : J'ai mal (Palmarès)
- 1966 : Ceux de Varsovie (RCA)
- 1966 : Lorsqu'on est heureux (RCA)
- 1967 : Ballade pour celui-là (RCA)
- 1967 : Venise sous la neige (RCA)
- 1968 : Les chevaux (RCA)
- 1969 : Quand (RCA)
- 1969 : Puisque tout renaît (RCA)

### Simples (45 tours)
- 1967 : E fuori tanta neve (RCA Italie)
- 1967 : Parigi è la (RCA Italie)
- 1968 : L'aube n'est pas qu'un cri (RCA)
- 1969 : Ceux de Varsovie (RCA Japon)
- 1970 : C'est merveilleux de vivre (RCA)
- 1970 : Lettre des îles/Martin Luther King (CBS)
- 1971 : Non ce n'est pas encore l'automne (Quaggi/Sonopresse)
- 1971 : Le destin (Quaggi/Sonopresse)
- 1972 : Presque l'amour (Quaggi/Sonopresse)
- 1972 : Depuis que l'amour m'a quittée (Quaggi)
- 1973 : Je t'aime au présent (Quaggi)

- 1974 : Fleurs de pierre - Chanson et Bande Originale du Film (VDE)
- 1977 : J'apprenais l'Amérique (VPM)
- 1977 : On était cousin et cousine (VPM)
- 1978 : Habillés par les vagues (Arabella)
- 1981 : S.O.S. amitiés (Today is not my day) (Europ-Melody)
- 1984 : Je m'balance… super (SCPP)

### Divers
- 1971 : François Gaillard ou la vie des autres (Magellan, générique du feuilleton TV)

Plus récemment, Jacqueline Dulac a aussi enregistré 17 titres pour Sélection du Reader's Digest répartis dans différents coffrets sur la chanson française : Syracuse - Colchiques dans les prés - Deux enfants au soleil - Le jardin extraordinaire -  Le pont du nord - Un peu d'amour et d'amitié - Les filles de La Rochelle - Le chant des partisans - Va mon ami va - Jardin d'hiver - L'ami Caouette - Vive la rose - Nature Boy - La chanson d'Orphée - Les eaux de mars - Mes mains - Je t'aime moi non plus (avec Romain Didier)
- Musiques de film composées par Jacqueline Dulac
  - 1973 : La Petite mort de Brigitte Regard.
  - 1974 : Fleurs de pierre de Marc Michel.

## Télévision
- Elle avait participé à la série télévisée italienne Le inchieste del commissario Maigret, dans l'épisode intitulé Maigret e i diamanti (« La Patience de Maigret »), dans le rôle de la chanteuse de le Clou Doré et avait interprété la chanson Venise sous la neige[1].

## Sources
- Mairie de Vichy pour la date de naissance
- Journaux suisses des années 1969 à 1994